# 馒头虫
馒头虫（学名：Panartus tetrathalamus）为馒头虫科馒头虫属的动物。分布于地中海、大西洋、太平洋，包括东海等海域。